# Thesium mauritanicum
Thesium mauritanicum är en sandelträdsväxtart som beskrevs av Jules Aimé Battandier. Thesium mauritanicum ingår i släktet spindelörter, och familjen sandelträdsväxter. Inga underarter finns listade i Catalogue of Life.